# Nyamusuka
Nyamusuka är ett periodiskt vattendrag i Burundi.   Det ligger i provinsen Ruyigi, i den centrala delen av landet, 110 km öster om huvudstaden Bujumbura.
Omgivningarna runt Nyamusuka är en mosaik av jordbruksmark och naturlig växtlighet. Runt Nyamusuka är det ganska tätbefolkat, med 207 invånare per kvadratkilometer.